# Himid Mao
Himid Mao Mkami (Dar es Salaam, 15 novembre 1992) è un calciatore tanzaniano, centrocampista dell'El Gaish e della nazionale tanzaniana.

## Biografia
È figlio di Mao Mkami, ex calciatore professionista.

## Caratteristiche tecniche
Mao è un interno di centrocampo in possesso di una notevole resistenza, aggressivo negli interventi, efficace nel recuperare la sfera dagli avversari. All'Azam è stato impiegato anche da centrale di difesa o terzino.

## Carriera

### Club
Muove i suoi primi passi nelle giovanili dell'Azam. Il 1º giugno 2018 lascia la Tanzania, accordandosi fino al 2021 con il Petrojet, in Egitto. Esordisce nel campionato egiziano il 31 luglio contro lo Zamalek. Il 2 ottobre 2021 passa a parametro zero al Ghazl El-Mehalla.

### Nazionale
Esordisce in nazionale il 19 novembre 2013 contro lo Zimbabwe (0-0), subentrando al 56' al posto di Erasto Nyoni. Il 13 giugno 2019 viene incluso dal CT Emmanuel Amunike tra i 23 convocati alla Coppa d'Africa 2019. Esordisce nella competizione il 23 giugno contro il Senegal, nella fase a gironi.

## Statistiche

### Presenze e reti nei club
Statistiche aggiornate al 15 dicembre 2023.
| Stagione                | Squadra                 | Campionato              | Campionato | Campionato | Coppe nazionali | Coppe nazionali | Coppe nazionali | Coppe continentali | Coppe continentali | Coppe continentali | Altre coppe | Altre coppe | Altre coppe | Totale | Totale |
| Stagione                | Squadra                 | Comp                    | Pres       | Reti       | Comp            | Pres            | Reti            | Comp               | Pres               | Reti               | Comp        | Pres        | Reti        | Pres   | Reti   |
| ----------------------- | ----------------------- | ----------------------- | ---------- | ---------- | --------------- | --------------- | --------------- | ------------------ | ------------------ | ------------------ | ----------- | ----------- | ----------- | ------ | ------ |
| 2018-2019               | Petrojet                | PL                      | 30         | 1          | CE              | 2               | 2               | -                  | -                  | -                  | -           | -           | -           | 32     | 3      |
| 2019-2020               | ENPPI                   | PL                      | 22         | 0          | CE              | 1               | 0               | -                  | -                  | -                  | -           | -           | -           | 23     | 0      |
| 2020-gen. 2021          | ENPPI                   | PL                      | 0          | 0          | CE              | 0               | 0               | -                  | -                  | -                  | -           | -           | -           | 0      | 0      |
| Totale ENPPI            | Totale ENPPI            | Totale ENPPI            | 22         | 0          |                 | 1               | 0               |                    | -                  | -                  |             | -           | -           | 23     | 0      |
| gen.-giu. 2021          | El-Entag El-Harby       | PL                      | 22         | 1          | CE              | 1               | 0               | -                  | -                  | -                  | -           | -           | -           | 23     | 1      |
| 2021-2022               | Ghazl El-Mehalla        | PL                      | 31         | 2          | CE              | 1               | 0               | -                  | -                  | -                  | -           | -           | -           | 32     | 2      |
| 2022-2023               | Ghazl El-Mehalla        | PL                      | 27         | 0          | CE              | 0               | 0               | -                  | -                  | -                  | -           | -           | -           | 27     | 0      |
| Totale Ghazl El-Mehalla | Totale Ghazl El-Mehalla | Totale Ghazl El-Mehalla | 58         | 2          |                 | 1               | 0               |                    | -                  | -                  |             | -           | -           | 59     | 2      |
| 2023-2024               | El Gaish                | PL                      | 3          | 0          | CE              | 0               | 0               | -                  | -                  | -                  | -           | -           | -           | 3      | 0      |
| Totale carriera         | Totale carriera         | Totale carriera         | 135        | 4          |                 | 5               | 2               |                    | -                  | -                  |             | -           | -           | 140    | 6      |

### Cronologia presenze e reti in nazionale
| Cronologia completa delle presenze e delle reti in nazionale ― Tanzania | Cronologia completa delle presenze e delle reti in nazionale ― Tanzania | Cronologia completa delle presenze e delle reti in nazionale ― Tanzania | Cronologia completa delle presenze e delle reti in nazionale ― Tanzania | Cronologia completa delle presenze e delle reti in nazionale ― Tanzania | Cronologia completa delle presenze e delle reti in nazionale ― Tanzania | Cronologia completa delle presenze e delle reti in nazionale ― Tanzania | Cronologia completa delle presenze e delle reti in nazionale ― Tanzania |
| Data                                                                    | Città                                                                   | In casa                                                                 | Risultato                                                               | Ospiti                                                                  | Competizione                                                            | Reti                                                                    | Note                                                                    |
| ----------------------------------------------------------------------- | ----------------------------------------------------------------------- | ----------------------------------------------------------------------- | ----------------------------------------------------------------------- | ----------------------------------------------------------------------- | ----------------------------------------------------------------------- | ----------------------------------------------------------------------- | ----------------------------------------------------------------------- |
| 19-11-2013                                                              | Dar es Salaam                                                           | Tanzania                                                                | 0 – 0                                                                   | Zimbabwe                                                                | Amichevole                                                              | -                                                                       | 56’                                                                     |
| 28-11-2013                                                              | Machakos                                                                | Tanzania                                                                | 1 – 1                                                                   | Zambia                                                                  | Coppa CECAFA 2013 - 1º turno                                            | -                                                                       |                                                                         |
| 1-12-2013                                                               | Nairobi                                                                 | Somalia                                                                 | 0 – 1                                                                   | Tanzania                                                                | Coppa CECAFA 2013 - 1º turno                                            | -                                                                       |                                                                         |
| 4-12-2013                                                               | Nakuru                                                                  | Tanzania                                                                | 1 – 0                                                                   | Burundi                                                                 | Coppa CECAFA 2013 - 1º turno                                            | -                                                                       | 27’                                                                     |
| 12-12-2013                                                              | Nairobi                                                                 | Tanzania                                                                | 1 – 1 dts (5 – 6 dtr)                                                   | Zambia                                                                  | Coppa CECAFA 2013 - Finale 3º posto                                     | -                                                                       | 32’                                                                     |
| 5-3-2014                                                                | Windhoek                                                                | Namibia                                                                 | 1 – 1                                                                   | Tanzania                                                                | Amichevole                                                              | -                                                                       |                                                                         |
| 26-4-2014                                                               | Dar es Salaam                                                           | Tanzania                                                                | 0 – 3                                                                   | Burundi                                                                 | Amichevole                                                              | -                                                                       | 57’                                                                     |
| 4-5-2014                                                                | Mbeya                                                                   | Tanzania                                                                | 0 – 0                                                                   | Malawi                                                                  | Amichevole                                                              | -                                                                       | 70’                                                                     |
| 27-5-2014                                                               | Dar es Salaam                                                           | Tanzania                                                                | 1 – 0                                                                   | Malawi                                                                  | Amichevole                                                              | -                                                                       | 46’                                                                     |
| 7-9-2014                                                                | Bujumbura                                                               | Burundi                                                                 | 2 – 0                                                                   | Tanzania                                                                | Amichevole                                                              | -                                                                       | 80’                                                                     |
| 28-8-2015                                                               | Kartepe                                                                 | Libia                                                                   | 2 – 1                                                                   | Tanzania                                                                | Amichevole                                                              | -                                                                       |                                                                         |
| 5-9-2015                                                                | Dar es Salaam                                                           | Tanzania                                                                | 0 – 0                                                                   | Nigeria                                                                 | Qual. Coppa d'Africa 2017                                               | -                                                                       |                                                                         |
| 7-10-2015                                                               | Dar es Salaam                                                           | Tanzania                                                                | 2 – 0                                                                   | Malawi                                                                  | Qual. Mondiali 2018                                                     | -                                                                       |                                                                         |
| 11-10-2015                                                              | Blantyre                                                                | Malawi                                                                  | 1 – 0                                                                   | Tanzania                                                                | Qual. Mondiali 2018                                                     | -                                                                       |                                                                         |
| 14-11-2015                                                              | Dar es Salaam                                                           | Tanzania                                                                | 2 – 2                                                                   | Algeria                                                                 | Qual. Mondiali 2018                                                     | -                                                                       | 81’                                                                     |
| 17-11-2015                                                              | Blida                                                                   | Algeria                                                                 | 7 – 0                                                                   | Tanzania                                                                | Qual. Mondiali 2018                                                     | -                                                                       | 18’                                                                     |
| 22-11-2015                                                              | Addis Abeba                                                             | Tanzania                                                                | 4 – 0                                                                   | Somalia                                                                 | Coppa CECAFA 2015 - 1º turno                                            | -                                                                       |                                                                         |
| 24-11-2015                                                              | Awassa                                                                  | Ruanda                                                                  | 1 – 2                                                                   | Tanzania                                                                | Coppa CECAFA 2015 - 1º turno                                            | -                                                                       | 65’                                                                     |
| 28-11-2015                                                              | Awassa                                                                  | Etiopia                                                                 | 1 – 1                                                                   | Tanzania                                                                | Coppa CECAFA 2015 - 1º turno                                            | -                                                                       | 56’                                                                     |
| 30-11-2015                                                              | Addis Abeba                                                             | Etiopia                                                                 | 1 – 1 dts (4 – 3 dtr)                                                   | Tanzania                                                                | Coppa CECAFA 2015 - Quarti di finale                                    | -                                                                       |                                                                         |
| 23-3-2016                                                               | N'Djamena                                                               | Ciad                                                                    | 0 – 1                                                                   | Tanzania                                                                | Qual. Coppa d'Africa 2017                                               | -                                                                       |                                                                         |
| 29-5-2016                                                               | Nairobi                                                                 | Kenya                                                                   | 1 – 1                                                                   | Tanzania                                                                | Amichevole                                                              | -                                                                       |                                                                         |
| 4-6-2016                                                                | Dar es Salaam                                                           | Tanzania                                                                | 0 – 2                                                                   | Egitto                                                                  | Qual. Coppa d'Africa 2017                                               | -                                                                       |                                                                         |
| 3-9-2016                                                                | Uyo                                                                     | Nigeria                                                                 | 1 – 0                                                                   | Tanzania                                                                | Qual. Coppa d'Africa 2017                                               | -                                                                       |                                                                         |
| 13-11-2016                                                              | Harare                                                                  | Zimbabwe                                                                | 3 – 0                                                                   | Tanzania                                                                | Amichevole                                                              | -                                                                       |                                                                         |
| 25-3-2017                                                               | Dar es Salaam                                                           | Tanzania                                                                | 2 – 0                                                                   | Botswana                                                                | Amichevole                                                              | -                                                                       | 87’                                                                     |
| 28-3-2017                                                               | Dar es Salaam                                                           | Tanzania                                                                | 2 – 1                                                                   | Burundi                                                                 | Amichevole                                                              | -                                                                       |                                                                         |
| 10-6-2017                                                               | Dar es Salaam                                                           | Tanzania                                                                | 1 – 1                                                                   | Lesotho                                                                 | Qual. Coppa d'Africa 2019                                               | -                                                                       |                                                                         |
| 25-6-2017                                                               | Moruleng                                                                | Tanzania                                                                | 2 – 0                                                                   | Malawi                                                                  | Coppa COSAFA 2017 - 1º turno                                            | -                                                                       |                                                                         |
| 27-6-2017                                                               | Rustenburg                                                              | Angola                                                                  | 0 – 0                                                                   | Tanzania                                                                | Coppa COSAFA 2017 - 1º turno                                            | -                                                                       |                                                                         |
| 29-6-2017                                                               | Moruleng                                                                | Tanzania                                                                | 1 – 1                                                                   | Mauritius                                                               | Coppa COSAFA 2017 - 1º turno                                            | -                                                                       |                                                                         |
| 2-7-2017                                                                | Rustenburg                                                              | Sudafrica                                                               | 0 – 1                                                                   | Tanzania                                                                | Coppa COSAFA 2017 - Quarti di finale                                    | -                                                                       |                                                                         |
| 5-7-2017                                                                | Moruleng                                                                | Zambia                                                                  | 4 – 2                                                                   | Tanzania                                                                | Coppa COSAFA 2017 - Semifinale                                          | -                                                                       |                                                                         |
| 7-7-2017                                                                | Moruleng                                                                | Tanzania                                                                | 0 – 0 dts (4 – 2 dtr)                                                   | Lesotho                                                                 | Coppa COSAFA 2017 - Finale 3º posto                                     | -                                                                       | 33’                                                                     |
| 15-7-2017                                                               | Mwanza                                                                  | Tanzania                                                                | 1 – 1                                                                   | Ruanda                                                                  | Q. Campionato delle Nazioni Africane 2018                               | 1                                                                       |                                                                         |
| 22-7-2017                                                               | Kigali                                                                  | Ruanda                                                                  | 0 – 0                                                                   | Tanzania                                                                | Q. Campionato delle Nazioni Africane 2018                               | -                                                                       |                                                                         |
| 2-9-2017                                                                | Dar es Salaam                                                           | Tanzania                                                                | 2 – 0                                                                   | Botswana                                                                | Amichevole                                                              | -                                                                       |                                                                         |
| 7-10-2017                                                               | Dar es Salaam                                                           | Tanzania                                                                | 1 – 1                                                                   | Malawi                                                                  | Amichevole                                                              | -                                                                       |                                                                         |
| 12-11-2017                                                              | Cotonou                                                                 | Benin                                                                   | 1 – 1                                                                   | Tanzania                                                                | Amichevole                                                              | -                                                                       | 65’                                                                     |
| 7-12-2017                                                               | Machakos                                                                | Tanzania                                                                | 1 – 2                                                                   | Zanzibar                                                                | Coppa CECAFA 2017 - 1º turno                                            | 1                                                                       |                                                                         |
| 9-12-2017                                                               | Machakos                                                                | Ruanda                                                                  | 2 – 1                                                                   | Tanzania                                                                | Coppa CECAFA 2017 - 1º turno                                            | -                                                                       |                                                                         |
| 11-12-2017                                                              | Machakos                                                                | Kenya                                                                   | 1 – 0                                                                   | Tanzania                                                                | Coppa CECAFA 2017 - 1º turno                                            | -                                                                       | 26’                                                                     |
| 22-3-2018                                                               | Algeri                                                                  | Algeria                                                                 | 4 – 1                                                                   | Tanzania                                                                | Amichevole                                                              | -                                                                       |                                                                         |
| 27-3-2018                                                               | Dar es Salaam                                                           | Tanzania                                                                | 2 – 0                                                                   | RD del Congo                                                            | Amichevole                                                              | -                                                                       | 76’                                                                     |
| 8-9-2018                                                                | Kampala                                                                 | Uganda                                                                  | 0 – 0                                                                   | Tanzania                                                                | Qual. Coppa d'Africa 2019                                               | -                                                                       | 78’                                                                     |
| 12-10-2018                                                              | Praia                                                                   | Capo Verde                                                              | 3 – 0                                                                   | Tanzania                                                                | Qual. Coppa d'Africa 2019                                               | -                                                                       |                                                                         |
| 16-10-2018                                                              | Dar es Salaam                                                           | Tanzania                                                                | 2 – 0                                                                   | Capo Verde                                                              | Qual. Coppa d'Africa 2019                                               | -                                                                       |                                                                         |
| 18-11-2018                                                              | Maseru                                                                  | Lesotho                                                                 | 1 – 0                                                                   | Tanzania                                                                | Qual. Coppa d'Africa 2019                                               | -                                                                       | Cap.                                                                    |
| 24-3-2019                                                               | Dar es Salaam                                                           | Tanzania                                                                | 3 – 0                                                                   | Uganda                                                                  | Qual. Coppa d'Africa 2019                                               | -                                                                       | 71’                                                                     |
| 13-6-2019                                                               | Alessandria d'Egitto                                                    | Egitto                                                                  | 1 – 0                                                                   | Tanzania                                                                | Amichevole                                                              | -                                                                       | 45+1’                                                                   |
| 23-6-2019                                                               | Il Cairo                                                                | Senegal                                                                 | 2 – 0                                                                   | Tanzania                                                                | Coppa d'Africa 2019 - 1º turno                                          | -                                                                       | 35’                                                                     |
| 27-6-2019                                                               | Il Cairo                                                                | Kenya                                                                   | 3 – 2                                                                   | Tanzania                                                                | Coppa d'Africa 2019 - 1º turno                                          | -                                                                       | 52’                                                                     |
| 1-7-2019                                                                | Il Cairo                                                                | Tanzania                                                                | 0 – 3                                                                   | Algeria                                                                 | Coppa d'Africa 2019 - 1º turno                                          | -                                                                       | 52’                                                                     |
| 4-9-2019                                                                | Bujumbura                                                               | Burundi                                                                 | 1 – 1                                                                   | Tanzania                                                                | Qual. Mondiali 2022                                                     | -                                                                       | 87’                                                                     |
| 8-9-2019                                                                | Dar es Salaam                                                           | Tanzania                                                                | 1 – 1 dts (3 – 0 dtr)                                                   | Burundi                                                                 | Qual. Mondiali 2022                                                     | -                                                                       | 106’                                                                    |
| 14-10-2019                                                              | Kigali                                                                  | Ruanda                                                                  | 0 – 0                                                                   | Tanzania                                                                | Amichevole                                                              | -                                                                       | 60’                                                                     |
| 13-11-2020                                                              | Radès                                                                   | Tunisia                                                                 | 1 – 0                                                                   | Tanzania                                                                | Qual. Coppa d'Africa 2021                                               | -                                                                       |                                                                         |
| 17-11-2020                                                              | Dar es Salaam                                                           | Tanzania                                                                | 1 – 1                                                                   | Tunisia                                                                 | Qual. Coppa d'Africa 2021                                               | -                                                                       | 36’                                                                     |
| 15-3-2021                                                               | Nairobi                                                                 | Kenya                                                                   | 2 – 1                                                                   | Tanzania                                                                | Amichevole                                                              | -                                                                       |                                                                         |
| 28-3-2021                                                               | Dar es Salaam                                                           | Tanzania                                                                | 1 – 0                                                                   | Libia                                                                   | Qual. Coppa d'Africa 2021                                               | -                                                                       | 73’                                                                     |
| 4-6-2022                                                                | Cotonou                                                                 | Niger                                                                   | 1 – 1                                                                   | Tanzania                                                                | Qual. Coppa d'Africa 2023                                               | -                                                                       | 46’                                                                     |
| 24-9-2022                                                               | Benina                                                                  | Tanzania                                                                | 1 – 0                                                                   | Uganda                                                                  | Amichevole                                                              | -                                                                       | 66’                                                                     |
| 27-9-2022                                                               | Benina                                                                  | Libia                                                                   | 2 – 1                                                                   | Tanzania                                                                | Amichevole                                                              | -                                                                       | 48’                                                                     |
| 24-3-2023                                                               | Ismailia                                                                | Uganda                                                                  | 0 – 1                                                                   | Tanzania                                                                | Qual. Coppa d'Africa 2023                                               | -                                                                       | 84’                                                                     |
| 28-3-2023                                                               | Dar es Salaam                                                           | Tanzania                                                                | 0 – 1                                                                   | Uganda                                                                  | Qual. Coppa d'Africa 2023                                               | -                                                                       | 77’                                                                     |
| 18-6-2023                                                               | Dar es Salaam                                                           | Tanzania                                                                | 1 – 0                                                                   | Niger                                                                   | Qual. Coppa d'Africa 2023                                               | -                                                                       | 87’                                                                     |
| 7-9-2023                                                                | Annaba                                                                  | Algeria                                                                 | 0 – 0                                                                   | Tanzania                                                                | Qual. Coppa d'Africa 2023                                               | -                                                                       | 75’                                                                     |
| 18-11-2023                                                              | Marrakech                                                               | Niger                                                                   | 0 – 1                                                                   | Tanzania                                                                | Qual. Mondiali 2026                                                     | -                                                                       | 76’                                                                     |
| 21-11-2023                                                              | Dar es Salaam                                                           | Tanzania                                                                | 0 – 2                                                                   | Marocco                                                                 | Qual. Mondiali 2026                                                     | -                                                                       | Cap. 18’ 72’                                                            |
| 7-1-2024                                                                | Il Cairo                                                                | Egitto                                                                  | 2 – 0                                                                   | Tanzania                                                                | Amichevole                                                              | -                                                                       | 46’                                                                     |
| 17-1-2024                                                               | San-Pédro                                                               | Marocco                                                                 | 3 – 0                                                                   | Tanzania                                                                | Coppa d'Africa 2023 - 1º turno                                          | -                                                                       | 22’                                                                     |
| 21-1-2024                                                               | San-Pédro                                                               | Zambia                                                                  | 1 – 1                                                                   | Tanzania                                                                | Coppa d'Africa 2023 - 1º turno                                          | -                                                                       | 70’                                                                     |
| 24-1-2024                                                               | Korhogo                                                                 | Tanzania                                                                | 0 – 0                                                                   | RD del Congo                                                            | Coppa d'Africa 2023 - 1º turno                                          | -                                                                       | 71’                                                                     |
| 22-3-2024                                                               | Baku                                                                    | Bulgaria                                                                | 1 – 0                                                                   | Tanzania                                                                | Amichevole                                                              | -                                                                       | Cap. 75’                                                                |
| 25-3-2024                                                               | Baku                                                                    | Tanzania                                                                | 3 – 0                                                                   | Mongolia                                                                | Amichevole                                                              | -                                                                       | Cap. 71’                                                                |
| 2-6-2024                                                                | Giacarta                                                                | Indonesia                                                               | 0 – 0                                                                   | Tanzania                                                                | Amichevole                                                              | -                                                                       | Cap.                                                                    |
| 11-6-2024                                                               | Ndola                                                                   | Zambia                                                                  | 0 – 1                                                                   | Tanzania                                                                | Qual. Mondiali 2026                                                     | -                                                                       | Cap. 52’                                                                |
| 4-9-2024                                                                | Dar es Salaam                                                           | Tanzania                                                                | 0 – 0                                                                   | Etiopia                                                                 | Qual. Coppa d'Africa 2025                                               | -                                                                       | Cap. 59’                                                                |
| 10-9-2024                                                               | Yamoussoukro                                                            | Guinea                                                                  | 1 – 2                                                                   | Tanzania                                                                | Qual. Coppa d'Africa 2025                                               | -                                                                       | 72’                                                                     |
| 10-10-2024                                                              | Kinshasa                                                                | RD del Congo                                                            | 1 – 0                                                                   | Tanzania                                                                | Qual. Coppa d'Africa 2025                                               | -                                                                       | 90’                                                                     |
| 15-10-2024                                                              | Dar es Salaam                                                           | Tanzania                                                                | 0 – 2                                                                   | RD del Congo                                                            | Qual. Coppa d'Africa 2025                                               | -                                                                       | 74’                                                                     |
| Totale                                                                  |                                                                         | Presenze                                                                | 81                                                                      |                                                                         | Reti                                                                    | 2                                                                       |                                                                         |

## Palmarès

### Club

#### Competizioni nazionali
- Campionato tanzaniano: 1

Azam: 2013-2014